# Chiesa di San Benedetto (Firenze)
La chiesa di San Benedetto è un luogo di culto cattolico che sorge a Firenze nell'omonima piazza ma con ingresso su via dello Studio 10, a pochi passi da piazza del Duomo.

## Storia e descrizione
Della chiesa si hanno notizie già nel 1032, venendo citata per la prima volta in un atto di commuta del 1032 tra Lamberto vescovo di Firenze e un suddiacono di nome Petrone. Era una delle trentasei parrocchie della "cerchia antica" di Firenze e i nomi dei rettori sono documentati sin dal 1127. I Bonizzi, i Visdomini ed i Tebaldini furono fra le famiglie che ebbero il patronato della chiesa e dei suoi altari. Di un fra' Giovanni Tedaldini è conservata la pietra tombale in marmo con l'effigie a bassorilievo (1400 circa) ed in un recente restauro è emerso un frammento di affresco tardo-trecentesco. L'antica porta si trovava in via dello Studio, dove si vede ancora uno stemma Tebaldini e dell'ospedale di Santa Maria Nuova, che l'ebbe successivamente in patronato.
Con l'ampliamento del duomo, San Benedetto perse gran parte dei beni. Nel Settecneto corse il rischio di venire demolita, quando l'arcivescovo Leone Strozzi ipotizzò di impiantare qui il seminario. Dopo un periodo di decadenza, la chiesetta fu ripristinata nel 1702, e nel 1771 divenne oratorio della Compagnia dei Bianchi; oggi presenta forme settecentesche.
Nella cappella maggiore si trova la tavola settecentesca attribuita a Bernardo Veracini con San Zanobi resuscita un fanciullo, un miracolo avvenuto in città e commemorato da una targa in Borgo Albizi sul cosiddetto palazzo dei Visacci. Trecentesco e di scuola fiorentina è l'affresco dell'Adorazione dei Magi; altri arredi sono lo Sposalizio della Vergine della scuola di Giovanni Camillo Sagrestani e un crocifisso processionale. 
La chiesa non ha un campanile, ma a una finestrella con grata, su via dei Bonizzi presso la cantonata, sta appesa una campanella.

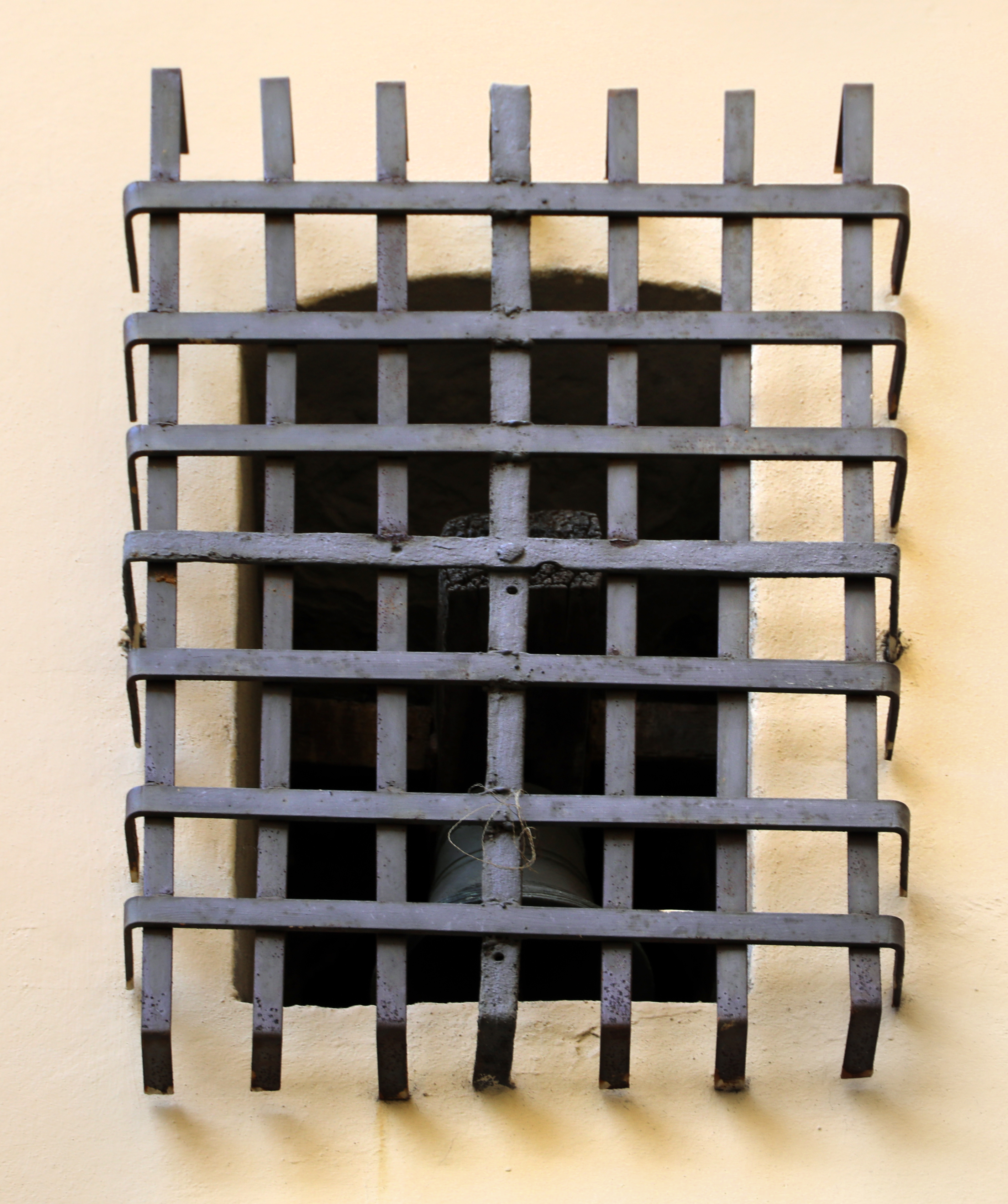
Finestra con campana su via dei Bonizzi